# 你 (宇多田光單曲)
《你》（日语： Anata */?）為宇多田光第13張數碼單曲，於2017年12月8日發行。

## 發行背景
2017年9月25日，官方公佈新曲《你》成為同年12月9日上映的電影「DESTINY 鐮倉物語」主題曲，並訂於電影上映前一天以線上下載形式發行。這為宇多田自2012年電影「福音戰士新劇場版：Q」的《櫻花紛飛》五年以來首次為電影創作主題曲，而真人電影主題曲則與2010年電影「鐵拳浪子」的《Show Me Love (Not A Dream)》相隔七年。宇多田收到來自導演山崎貴親自寫信邀請後考慮了原著中的情節，再加入自己的聯想，還用上跟佛教相關的字眼，配合故事獨特的世界觀。
《你》亦同時成為宇多田親自演出的索尼「WF-1000X」無線耳機廣告歌，為其本人自1999年的「RED HOT Campaign」以來再次出演索尼產品的廣告。為紀念歌曲發行，索尼在12月8日至10日於全國Sony Store舉辦了為期三天的「宇多田光 SPECIAL 3DAYS」活動，可以透過店內的最新機器試聽《你》與過去幾首歌曲高音質版本，《你》與《Forevermore》的音樂錄像帶及幕後花絮剪輯也特別上映。12月9日在音樂節目MUSIC ON! TV中播出的「24小時 宇多田光」也在店內播出。音樂錄像帶特輯和過去演唱會作品等，在門市營業時間內整天皆能觀看。

## 音樂錄像帶
《你》的音樂錄像帶由拍攝前作《Forevermore》錄像帶的導演傑米-詹姆斯·梅迪納負責拍攝，於歌曲的錄音場所倫敦的錄音室「RAK STUDIOS」召集了參加的樂手，收錄了充滿臨場感的演奏畫面。拍攝時使用了數位和類比訊號兩種相機，在編輯時再進行融合的製作手法。宇多田表示：「前作《Forevermore》是一反我平日風格的舞蹈錄像帶，所以這次更加回歸基本，希望大家專注於我是音樂人、歌手這件事」。
音樂錄像帶於歌曲發行當天於主要下載網站提供下載，而短版錄像帶與幕後製作花絮則同時於YouTube上公開。12月9日，歌曲的音樂錄像帶以及完整製作花絮於M-ON!的「24時間 宇多田光」節目上作地面電視首播。

## 商業成績
歌曲發行首日隨即空降iTunes Store與RecoChoku等全國11個主要下載網站榜首，而且比之前發行的《藍天中擁抱》與《Forevermore》以更快速度登上iTunes榜榜首。在台灣、香港、菲律賓、新加坡、馬來西亞與印尼等七個國家與地區，歌曲在綜合與J-POP排行上都獲得第一名的成績。
歌曲首週空降Oricon公信榜新設立的單曲下載榜冠軍位置，成為創榜首支冠軍單曲。歌曲發行一個月內於2018年12月獲日本唱片協會認證單曲下載為金唱片。

## 資料來源
1. 1 2  . RBBTODAY. 2017-09-25  [2018-04-28]. （原始内容存档于2021-06-19）.
2. ↑  溫雅雯. . 鏡週刊. 2018-03-05  [2018-04-28]. （原始内容存档于2021-04-18）.
3. ↑  施玲玲. . 香港01. 2017-09-25  [2018-04-28]. （原始内容存档于2021-07-27）.
4. ↑  . ezone. 2017-10-03  [2018-04-28]. （原始内容存档于2019-05-11）.
5. ↑  . OKMusic. 2017-10-02  [2018-03-24]. （原始内容存档于2021-04-18）.
6. 1 2 3  . MOSHI MOSHI NIPPON. 2017-11-29  [2018-04-28]. （原始内容存档于2021-04-18）.
7. 1 2 3 4  . MOSHI MOSHI NIPPON. 2017-12-09  [2018-04-28]. （原始内容存档于2021-04-18）.
8. 1 2 3 4  . M-ON MUSIC. 2017-12-08  [2018-04-28]. （原始内容存档于2021-04-18）.
9. ↑  . RecoChoku. 2017-12-12  [2018-04-28]. （原始内容存档于2021-04-18）.
10. ↑  . MOSHI MOSHI NIPPON. 2017-12-14  [2018-04-28]. （原始内容存档于2021-04-18）.
11. ↑  . Musicman-NET. 2017-12-19  [2018-04-28]. （原始内容存档于2018-06-27）.
12. ↑  . Musicman-NET. 2018-01-19  [2018-04-28]. （原始内容存档于2018-06-27）.

## 外部連結
- YouTube上的索尼「WF-1000X」無線耳機 宇多田光篇（1分30秒版）